# Красная тень (фильм)
«Красная тень» (яп. 赤影 Акакагэ) — японский приключенческий боевик-комедия снятый Хироюки Накано. Вышел на экран 11 августа 2001 года. Фильм является ремейком аниме-сериала о ниндзя: «Kamen no Ninja Aka Kage» (яп. 仮面の忍者　赤影, «Красная Тень — ниндзя в маске»), который транслировался на японском телевидении в 60-х и 80-х годах; автор — мангака Мицутэру Ёкояма.
В главной роли Масанобу Андо. На второстепенную роль Рюносукэ приглашен известный японский музыкант Томоясу Хотэй. Интересный факт — одну из второстепенных ролей, роль Ольги, сыграла российская гимнастка Алина Кабаева.

## Сюжет
Япония, 1545 год. Красная тень (Акакагэ), Асука и Голубая тень (Аокагэ) — трое детей, которые были воспитаны мастером ниндзя по имени Белая тень (Сирокагэ), вырастают и становятся настоящими воинами ниндзя. Они служат у своего хозяина господина Того Хидэнобу и готовы выполнить любое задание. С детства их обучали, что воинов тени не должна мучить совесть и терзать сомнения. Они — бессловесное орудие в руках хозяина, слепо выполняющее его волю. Во время выполнения одного из заданий Асука убита и два друга, прежде влюблённые в неё, решают идти каждый своим путём. Вопреки древнему уставу Красная Тень решает нарушить правила и поступить по-своему. Несмотря на то, что двое ниндзя идут теперь разными путями, в дальнейшем они снова встречаются, чтобы отомстить за свою подругу.

## В ролях
- Красная тень (Акакагэ) — Масанобу Андо
- Асука — Кумико Асо
- Голубая тень (Аокагэ) — Дзюн Мураками
- Принцесса Кото — Мэгуми Окина
- Белая тень (Сирокагэ) — Наото Такэнака
- Такэноути — Таканори Дзиннай
- Того Хидэнобу — Масахико Цугава
- Рюносукэ — Томоясу Хотэй
- Боннобеи — Дэндэн
- Ольга — Алина Кабаева